# Sébastien Bordeleau
Pour les articles homonymes, voir Bordeleau.

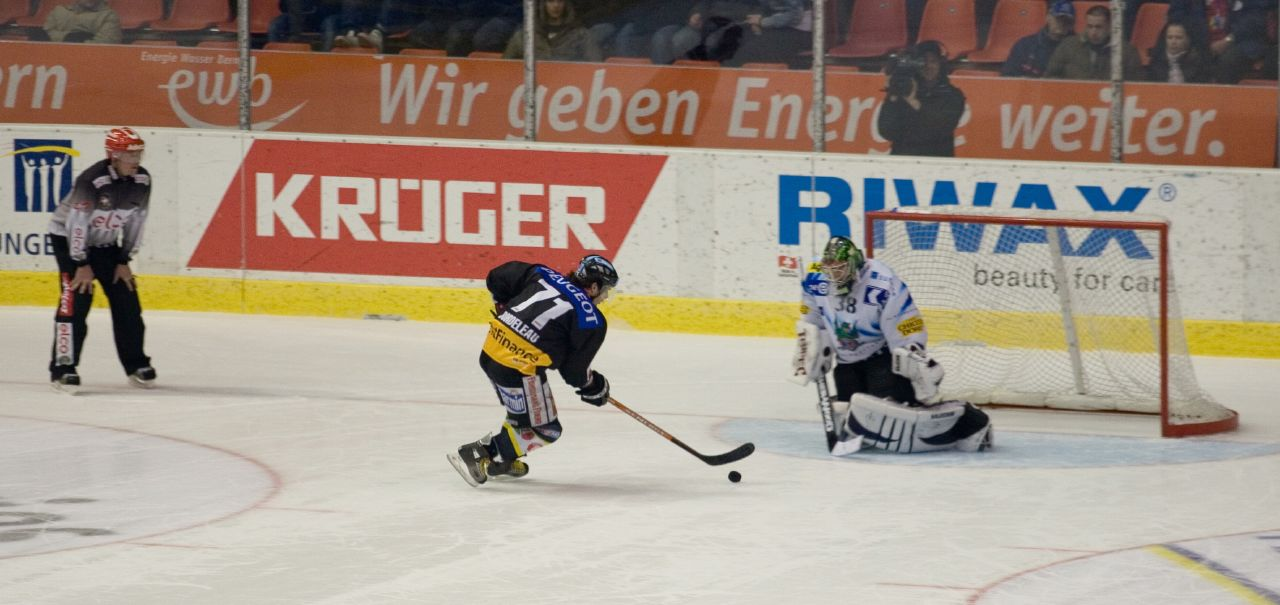
Bordeleau en train de tirer un penalty à Adam Munro avec Berne.

Sébastien Ives Bordeleau (né le 15 février 1975 à Vancouver, Colombie-Britannique) est un joueur de hockey sur glace professionnel franco-canadien.

## Carrière

### En Amérique du Nord
En 1991, il commence sa carrière avec les Olympiques de Hull dans la LHJMQ. Il est choisi en 1993 au cours du repêchage d'entrée dans la Ligue nationale de hockey par les Canadiens de Montréal en 3e ronde, en 73e position. Les Olympiques ont remporté la Coupe du président en 1995. La saison suivante, il passe professionnel avec les Canadiens de Fredericton de la Ligue américaine de hockey et débute avec le CH dans la LNH. Le 26 juin 1998, il est échangé aux Predators de Nashville en retour de considérations futures. Bordeleau dispute 256 matchs en NHL (37 buts et 61 assists) entre 1995 et 2002 avec Montréal, les Predators de Nashville, le Wild du Minnesota et les Coyotes de Phoenix, le tout entrecoupé de piges en Ligue américaine de hockey. L’exercice 1998/99 à Nashville sera sa meilleure saison avec 16 buts et 24 assistances en 72 matchs. Le 25 avril 1999, Sean O'Donnell lui fracture les cervicales à la suite d'une vilaine charge. Le défenseur des Kings de Los Angeles est suspendu deux matchs pour cette agression. Bordeleau, lui, manque neuf mois de compétition. À son retour, une déchirure à l’aine et à l’abdomen le tient éloigné des patinoires pendant encore cinq mois. Entre 2000 et 2002, il visite six clubs de LNH et de LAH.

### En Suisse
Entre 2002 et 2009, Bordeleau dispute sept saisons avec le CP Berne, compilant le total de 141 buts et 205 assistances en 339 matchs. Joueur le plus pénalisé de LNA lors de son premier championnat helvétique (2002/03), il termine meilleur buteur des play-off 2004 avec 10 buts en 14 matchs, des séries bouclées par un titre national, son seul sacre décroché à Berne. Il effectuera sa plus belle saison en 2003/2004 avec 28 filets et 35 passes en 51 sorties lors de la campagne 2003/04 (saison régulière et play-off).
En 2009, il rejoint le HC Bienne jusqu'à la fin de sa carrière en 2013

### En équipe de France
Bordeleau doit sa nationalité française à son père Paulin. Pour prétendre défendre la France sur la scène mondiale, il a dû prouver à l’IIHF qu’il a passé plusieurs saisons dans le hockey français. L’évocation de ses classes juniors à Megève, entre 7 et 14 ans, a suffi aux yeux de la Fédération internationale. Tricolore depuis 2004, Bordeleau a participé aux Mondiaux 2004 à Prague et 2008 à Québec, ainsi qu’aux tournois de qualification pré olympique 2005 et 2009 avec l’équipe de France. Meilleur compteur des Bleus aux championnats du monde 2008, il a grandement contribué à leur maintien parmi l’élite mondiale. Pour des raisons personnelles, il a décliné la sélection pour les Mondiaux 2009 à Berne.

## Parenté dans le sport
Il est le fils de Paulin Bordeleau ancien joueur de la LNH. Il a évolué dans la Ligue Magnus et a obtenu la nationalité française. Il est le neveu des anciens joueurs de la LNH Christian Bordeleau et de Jean-Pierre Bordeleau. Il est le père de Thomas Bordeleau qui a débuté dans la LNH en 2022.

## Trophées et honneurs personnels
- Ligue de hockey junior majeur du Québec
  - 1992 : élu dans l'équipe des recrues.
  - 1995 : élu dans la première équipes d'étoiles.
  - 1995 : vainqueur de la Coupe du président avec les Olympiques de Hull
- Ligue nationale A
  - 2003 : joueur le plus pénalisé.
  - 2004 : meilleur pointeur des séries éliminatoires.
  - 2004 : champion de Suisse avec le CP Berne

## Statistiques

### En club
| Saison       | Équipe                   | Ligue        |     | Saison régulière | Saison régulière | Saison régulière | Saison régulière | Saison régulière |    | Séries éliminatoires | Séries éliminatoires | Séries éliminatoires | Séries éliminatoires | Séries éliminatoires |
| Saison       | Équipe                   | Ligue        | PJ  | B                | A                | Pts              | Pun              | PJ               | B  | A                    | Pts                  | Pun                  |                      |                      |
| 1991-1992    | Olympiques de Hull       | LHJMQ        | 62  | 26               | 32               | 58               | 91               | -                | -  | -                    | -                    | -                    |                      |                      |
| 1992-1993    | Olympiques de Hull       | LHJMQ        | 60  | 18               | 39               | 57               | 95               | -                | -  | -                    | -                    | -                    |                      |                      |
| 1993-1994    | Olympiques de Hull       | LHJMQ        | 60  | 26               | 57               | 83               | 147              | -                | -  | -                    | -                    | -                    |                      |                      |
| 1994-1995    | Olympiques de Hull       | LHJMQ        | 68  | 52               | 76               | 128              | 142              | 18               | 13 | 19                   | 32                   | 25                   |                      |                      |
| 1994-1995    | Canadiens de Fredericton | LAH          | -   | -                | -                | -                | -                | 1                | 0  | 0                    | 0                    | 0                    |                      |                      |
| 1995-1996    | Canadiens de Montréal    | LNH          | 4   | 0                | 0                | 0                | 0                | -                | -  | -                    | -                    | -                    |                      |                      |
| 1995-1996    | Canadiens de Fredericton | LAH          | 43  | 17               | 29               | 46               | 68               | 7                | 0  | 2                    | 2                    | 8                    |                      |                      |
| 1996-1997    | Canadiens de Montréal    | LNH          | 28  | 2                | 9                | 11               | 2                | -                | -  | -                    | -                    | -                    |                      |                      |
| 1996-1997    | Canadiens de Fredericton | LAH          | 33  | 17               | 21               | 38               | 50               | -                | -  | -                    | -                    | -                    |                      |                      |
| 1997-1998    | Canadiens de Montréal    | LNH          | 53  | 6                | 8                | 14               | 36               | 5                | 0  | 0                    | 0                    | 2                    |                      |                      |
| 1998-1999    | Predators de Nashville   | LNH          | 72  | 16               | 24               | 40               | 6                | -                | -  | -                    | -                    | -                    |                      |                      |
| 1999-2000    | Predators de Nashville   | LNH          | 60  | 10               | 13               | 23               | 30               | -                | -  | -                    | -                    | -                    |                      |                      |
| 2000-2001    | Predators de Nashville   | LNH          | 14  | 2                | 3                | 5                | 14               | -                | -  | -                    | -                    | -                    |                      |                      |
| 2000-2001    | IceCats de Worcester     | LAH          | 2   | 0                | 2                | 2                | 9                | 11               | 1  | 7                    | 8                    | 23                   |                      |                      |
| 2001-2002    | Wild du Minnesota        | LNH          | 14  | 1                | 4                | 5                | 8                | -                | -  | -                    | -                    | -                    |                      |                      |
| 2001-2002    | Coyotes de Phoenix       | LNH          | 6   | 0                | 0                | 0                | 2                | -                | -  | -                    | -                    | -                    |                      |                      |
| 2001-2002    | Aeros de Houston         | LAH          | 16  | 4                | 7                | 11               | 23               | -                | -  | -                    | -                    | -                    |                      |                      |
| 2001-2002    | Falcons de Springfield   | LAH          | 34  | 9                | 10               | 19               | 54               | -                | -  | -                    | -                    | -                    |                      |                      |
| 2002-2003    | CP Berne                 | LNA          | 41  | 21               | 27               | 48               | 158              | 13               | 4  | 3                    | 7                    | 10                   |                      |                      |
| 2003-2004    | CP Berne                 | LNA          | 37  | 18               | 31               | 49               | 52               | 14               | 10 | 4                    | 14                   | 14                   |                      |                      |
| 2004-2005    | CP Berne                 | LNA          | 41  | 11               | 19               | 30               | 83               | 11               | 3  | 6                    | 9                    | 8                    |                      |                      |
| 2005-2006    | CP Berne                 | LNA          | 44  | 24               | 30               | 54               | 56               | 4                | 3  | 5                    | 8                    | 6                    |                      |                      |
| 2006-2007    | CP Berne                 | LNA          | 41  | 15               | 29               | 44               | 48               | 4                | 2  | 1                    | 3                    | 0                    |                      |                      |
| 2007-2008    | CP Berne                 | LNA          | 48  | 22               | 25               | 47               | 40               | 6                | 3  | 2                    | 5                    | 2                    |                      |                      |
| 2008-2009    | CP Berne                 | LNA          | 32  | 6                | 20               | 26               | 20               | 3                | 0  | 1                    | 1                    | 0                    |                      |                      |
| 2009-2010    | HC Bienne                | LNA          | 47  | 19               | 21               | 40               | 48               | 11               | 5  | 4                    | 9                    | 31                   |                      |                      |
| 2010-2011    | HC Bienne                | LNA          | 22  | 5                | 11               | 16               | 39               | 2                | 0  | 0                    | 0                    | 0                    |                      |                      |
| 2011-2012    | HC Bienne                | LNA          | 42  | 15               | 14               | 29               | 22               | 5                | 0  | 3                    | 3                    | 2                    |                      |                      |
| Totaux LNH   | Totaux LNH               | Totaux LNH   | 251 | 37               | 61               | 98               | 98               | 5                | 0  | 0                    | 0                    | 2                    |                      |                      |
| Totaux LAH   | Totaux LAH               | Totaux LAH   | 128 | 49               | 70               | 118              | 204              | 19               | 1  | 9                    | 10                   | 31                   |                      |                      |
| Totaux LNA   | Totaux LNA               | Totaux LNA   | 395 | 156              | 227              | 383              | 566              | 73               | 30 | 29                   | 59                   | 71                   |                      |                      |
| Totaux LHJMQ | Totaux LHJMQ             | Totaux LHJMQ | 250 | 122              | 204              | 326              | 475              | 50               | 2  | 44                   | 66                   | 94                   |                      |                      |

### En équipe nationale
| Année | Équipe | Compétition             |   | PJ | B | A | Pts | Pun | +/-                                   |  | Résultat |
| 2004  | France | CM                      | 5 | 0  | 0 | 0 | 4   | -3  | 16e                                   |  |          |
| 2005  | France | Qualification olympique | 3 | 2  | 2 | 4 | 6   | +1  | 3e/4 du groupe C du tour qualificatif |  |          |
| 2008  | France | CM                      | 5 | 2  | 4 | 6 | 6   | -2  | 14e                                   |  |          |
| 2009  | France | Qualification olympique | 3 | 1  | 0 | 1 | 0   | -1  | 4e/4 du groupe C du tour qualificatif |  |          |